# Wilhelm Kloch
Wilhelm Kloch (* 31. Dezember 1801 in Bellersheim; † 23. Februar 1880 in Hof Appenborn bei Odenhausen) war ein hessischer Gutspächter und Politiker und Abgeordneter der 2. Kammer der Landstände des Großherzogtums Hessen.
Wilhelm Kloch war der Sohn des schenkischen Rentmeisters und solms-braunfelsischen Hofgutspächter auf Hofgut Güll Karl Christian Kloch (1756–1824) und dessen zweiter Ehefrau Karoline Wilhelmine, geborene Schwab (1772–1856). Kloch, der evangelischen Glaubens war, war Gutspächter auf dem Schleifelder Hof bei Nidda und heiratete am 10. Februar 1835 in Leun Dorothea Wilhelmine geborene Dehnhardt (1805–1883).
Von 1847 bis 1850 gehörte er der Zweiten Kammer der Landstände an. Er wurde für den Wahlbezirk Oberhessen 12/Bingenheim-Nidda-Echzell bzw. Oberhessen 16/Nidda gewählt. 1848 war er Mitglied des Vorparlaments.